# Rob de Wit
Robert Leonardus "Rob" de Wit (Utrecht, 8 de setembro de 1963) é um ex-futebolista neerlandês que atuava como atacante.

## Carreira
Revelado nas categorias de base do VV Utrecht, De Wit iniciou a carreira profissional no FC Utrecht em 1982. Após 2 temporadas, foi contratado pelo Ajax. Com alta popularidade entre os torcedores, venceu a Eerste Divisie de 1984–85 e a Copa dos Países Baixos en 1985–86
Pela Seleção Neerlandesa, estreou em maio de 1985, contra a Áustria, pelas eliminatórias da Copa do Mundo. 2 semanas depois, marcou o gol da vitória sobre a Hungria que garantiu a vaga na repescagem continental, onde a Oranje enfrentaria a Bélgica; mesmo perdendo por 2 a 1 (o segundo gol neerlandês foi marcado por De Wit), os Diables Rouges passaram pelo critério do gol fora de casa (venceram o primeiro jogo por 1 a 0). Em 8 jogos, De Wit fez 3 gols.

## Aposentadoria precoce
Em 1986, quando passava férias na Espanha, De Wit sofreu uma hemorragia cerebral que forçou sua aposentadoria prematura dos gramados, embora inicialmente não tivesse consequências graves. Após um tratamento malsucedido na Suécia, o atacante descobriu que não poderia voltar a jogar profissionalmente, passando a trabalhar como olheiro no FC Utrecht e colunista no jornal De Telegraaf. Em 1993 e 2005, sofreu outras 2 hemorragias.

## Títulos
Ajax
- Eerste Divisie: 1984–85[carece de fontes?]
- Copa dos Países Baixos: 1985–86[carece de fontes?]